# Marigné-Laillé
Marigné-Laillé é uma comuna francesa na região administrativa do País do Loire, no departamento de Sarthe. Estende-se por uma área de 32.73 km². Em 2010 a comuna tinha 1 624 habitantes (densidade: 49,6 hab./km²).